# اچ‌ام‌اس بیرمنگام (۱۹۱۳)
اچ‌ام‌اس بیرمنگام (۱۹۱۳) (به انگلیسی: HMS Birmingham (1913)) یک کشتی بود که طول آن ۴۵۷ فوت (۱۳۹٫۳ متر) بود. این کشتی در سال ۱۹۱۳ ساخته شد.